# Municipio de Stanton (condado de Linn)
El municipio de Stanton (en inglés: Stanton Township) es un municipio ubicado en el condado de Linn en el estado estadounidense de Kansas. En el año 2010 tenía una población de 178 habitantes y una densidad poblacional de 2,3 personas por km².

## Geografía
El municipio de Stanton se encuentra ubicado en las coordenadas 38°3′33″N 94°49′58″O / 38.05917, -94.83278. Según la Oficina del Censo de los Estados Unidos, el municipio tiene una superficie total de 77.45 km², de la cual 77,1 km² corresponden a tierra firme y (0,46 %) 0,36 km² es agua.

## Demografía
Según el censo de 2010, había 178 personas residiendo en el municipio de Stanton. La densidad de población era de 2,3 hab./km². De los 178 habitantes, el municipio de Stanton estaba compuesto por el 98,31 % blancos, el 0,56 % eran amerindios y el 1,12 % eran de una mezcla de razas. Del total de la población el 0,56 % eran hispanos o latinos de cualquier raza.